# Beachrugby

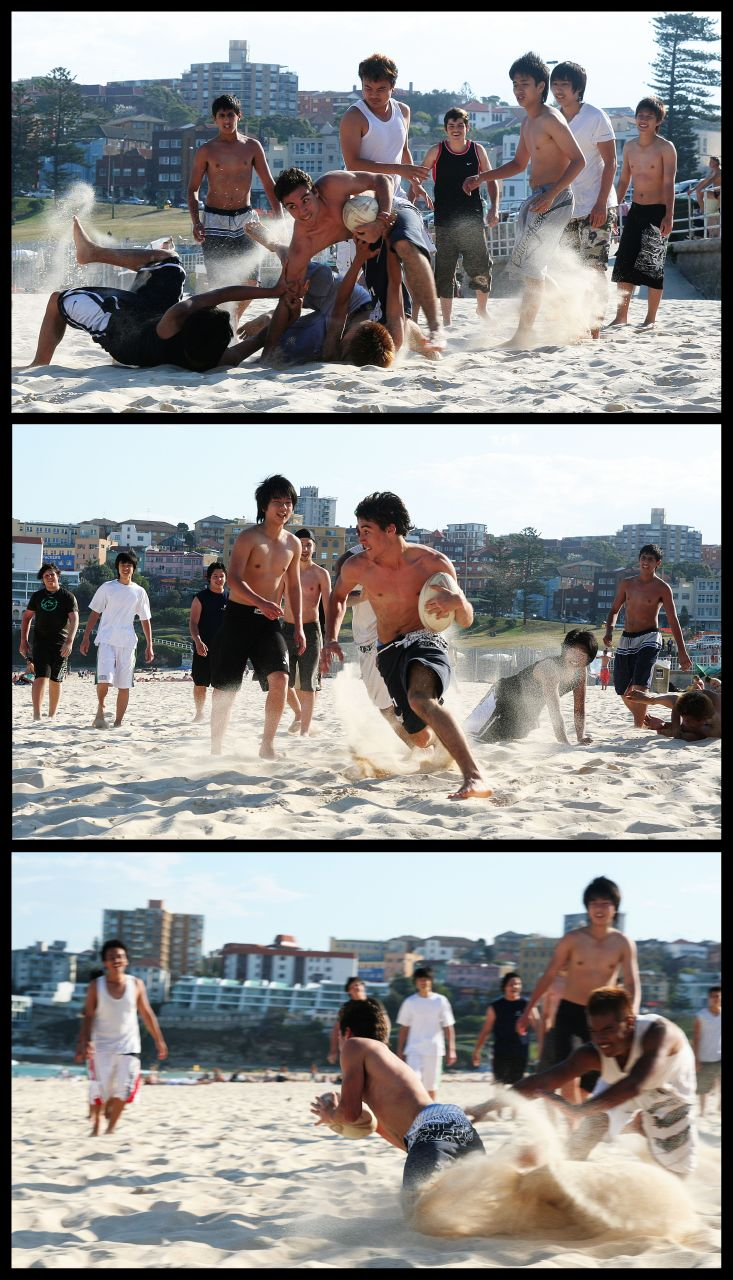
Beachrugby-Spieler

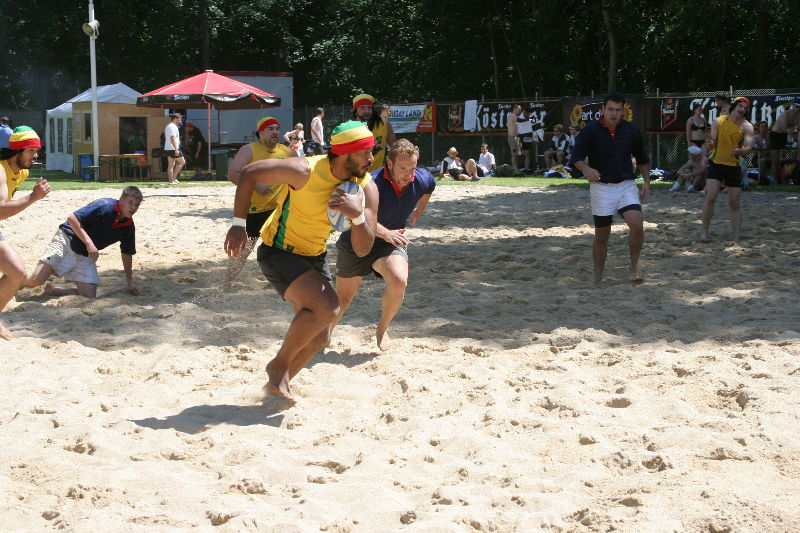
Beachrugby-Spielszene

Beachrugby ist eine Sportart der Rugbyfamilie. Obwohl es zentral festgeschriebene Regeln von World Rugby gibt, wird kein Regelwerk einheitlich verwendet, insbesondere weil ein Streit darüber stattfindet, ob Beachrugby in Anlehnung an Rugby Union oder Rugby League gespielt werden sollte. Beachrugby wird in Turnieren und Wettbewerben in ganz Europa gespielt. Gemeinsam ist allen Wettbewerben, dass die Spielfelder sehr viel kleiner als gewöhnliche Rugbyspielfelder sind, dass weit weniger Spieler teilnehmen und das Punktesystem vereinfacht ist. Mit verschiedenen Regeln wird Beachrugby auf der ganzen Welt oft als Freizeit- und Erholungssport betrieben. Beachrugby gibt es sowohl für Männer, wie auch Frauen und Kinder.

## Regeln
Trotz der Regeln des World Rugby wird für die europäischen Turniere momentan ein separates Regelwerk ausgearbeitet.

### Regeln in Anlehnung von Rugby League

#### Spielfeld
Die gewöhnliche Feldlänge beträgt zwischen dreißig und fünfzig Meter bei zwanzig bis 35 Metern Breite; die Malfelder sind drei bis sieben Meter tief. Torstangen sind nicht vorhanden und die Linien des Feldes werden gewöhnlich mit Bändern oder Seilen ausgelegt.

#### Dauer des Spiels
Ein Spiel dauert zwei Halbzeiten zwischen fünf und sieben Minuten mit einer bis drei Minuten Halbzeitpause. Eine Verlängerung kann je nach lokalen Wettbewerbsregeln angefügt werden.

#### Anzahl der Spieler
Abhängig von der Größe des Feldes besteht eine Mannschaft aus fünf bis sieben Spielern. Drei bis sieben Auswechselspieler können meist während des laufenden Spiels eingewechselt werden.

#### Spielgerät
Das Spielgerät ist ein gewöhnlicher Rugbyball, jedoch oft in Größe 4 statt der beim Männerrugby verwendeten Größe 5. Beachrugby wird in den normalen Rugbyhosen und -trikots gespielt, allerdings ohne Stutzen und Schuhe. Zum Schutz ist, wie beim normalen Rugby auch, ein Mundschutz verpflichtend.

#### Punkte
Da es keine Torstangen gibt, wird das Ablegen des Balles im gegnerischen Malfeld (ein „Versuch“) meist mit einem Punkt gewertet. Manche Ligen entscheiden Spiele, die am Ende der Spielzeit unentschieden stehen, durch den nächsten Versuch (sudden death).
Eine italienische Liga teilt das Malfeld in fünf gleich große Rechtecke ein. Versuche, die in den beiden äußeren Rechtecken gelegt werden, zählen drei, Versuche in der Mitte fünf und Versuche in den beiden dazwischen liegenden Feldern vier Punkte. Ähnlich wie in den offiziellen Rugbyvarianten, bei denen der Erhöhungskick einfacher wird, je weiter in der Mitte der Ball abgelegt wird, ist dadurch ein Versuch in der Mitte des Malfeldes wertvoller. Es ist jedoch unbekannt, ob diese Liga immer noch existiert.

#### Spielablauf
Verwendet werden die Regeln des Rugby League mit einigen Abwandlungen. Die Abseitslinie wird meist eingehalten, aber der Abstand beträgt nie mehr als fünf Meter. Nach einem Tackling muss der gehaltene Spieler den Ball innerhalb von drei Sekunden passen oder ablegen, sonst verliert seine Mannschaft den Ballbesitz. Oft wird eine Variation der Rugby-League-Regel angewendet, dass nach sechs aufeinanderfolgenden Tacklings der Ballbesitz wechselt; manchmal werden jedoch keine Tacklings gezählt und die einzige Möglichkeit, Ballbesitz zu erlangen, ist durch einen Fehler des Gegners. Manche Ligen spielen sogar nur Touch oder Tag Rugby und verzichten ganz auf harten körperlichen Kontakt.
Gewöhnlich ist das Treten des Balls nicht erlaubt; die Ausnahme bildet ein kurzer Kick zum Neustart des Spiels.
Die rugbytypischen Standardsituationen Gasse und Gedränge werden im Beachrugby häufig durch einen kurzen Kick ersetzt, ebenso wird auch der Beginn und Neustart des Spiels mit einem kurzen Kick ausgeführt. Allerdings unterscheiden sich die Regeln von Turnier zu Turnier häufig, in vielen Turnieren sind sowohl Gasse als auch Gedränge fester Bestandteil des Spiels. Da offene Gedränge und Pakete meist ebenfalls nicht Teil des Spiels sind, liegt das Hauptgewicht auf dem Lauf- und Passspiel der beiden Mannschaften.

## Turniere
Große Beachrugby-Turniere finden regelmäßig im Sommer statt. In Europa sind besonders die Turniere auf Ameland mit über 140 teilnehmenden Mannschaften, das Einladungsturnier in Lignano sowie die vom französischen Rugbyverband (FFR) organisierte Beach Rugby Tour mit 10 Stationen und einer französischen Beach-Meisterschaft erwähnenswert.
Ein großes Beachrugby-Turnier für Männer, Frauen, Kinder und gemischte Mannschaften findet auch regelmäßig in Walferdangen in Luxemburg statt. Bei diesem Turnier treten neben luxemburgischen Mannschaften auch zahlreiche deutsche Mannschaften an, insbesondere bei den Frauen.
In Deutschland finden Turniere in Trier, Bad Köstritz, Saarbrücken und Hamburg statt. Die Turniere werden durch die Universität Trier, den Stade Sarrois Saarbrücken, den Eastern Province Rugby Club und den Jesteburg Wombats organisiert. Das Turnier in Hamburg stellt eine Besonderheit dar, weil es im Winter, traditionell zwischen Weihnachten und Neujahr, in einer Halle durchgeführt wird.